# Орден Богоматери в Сионе

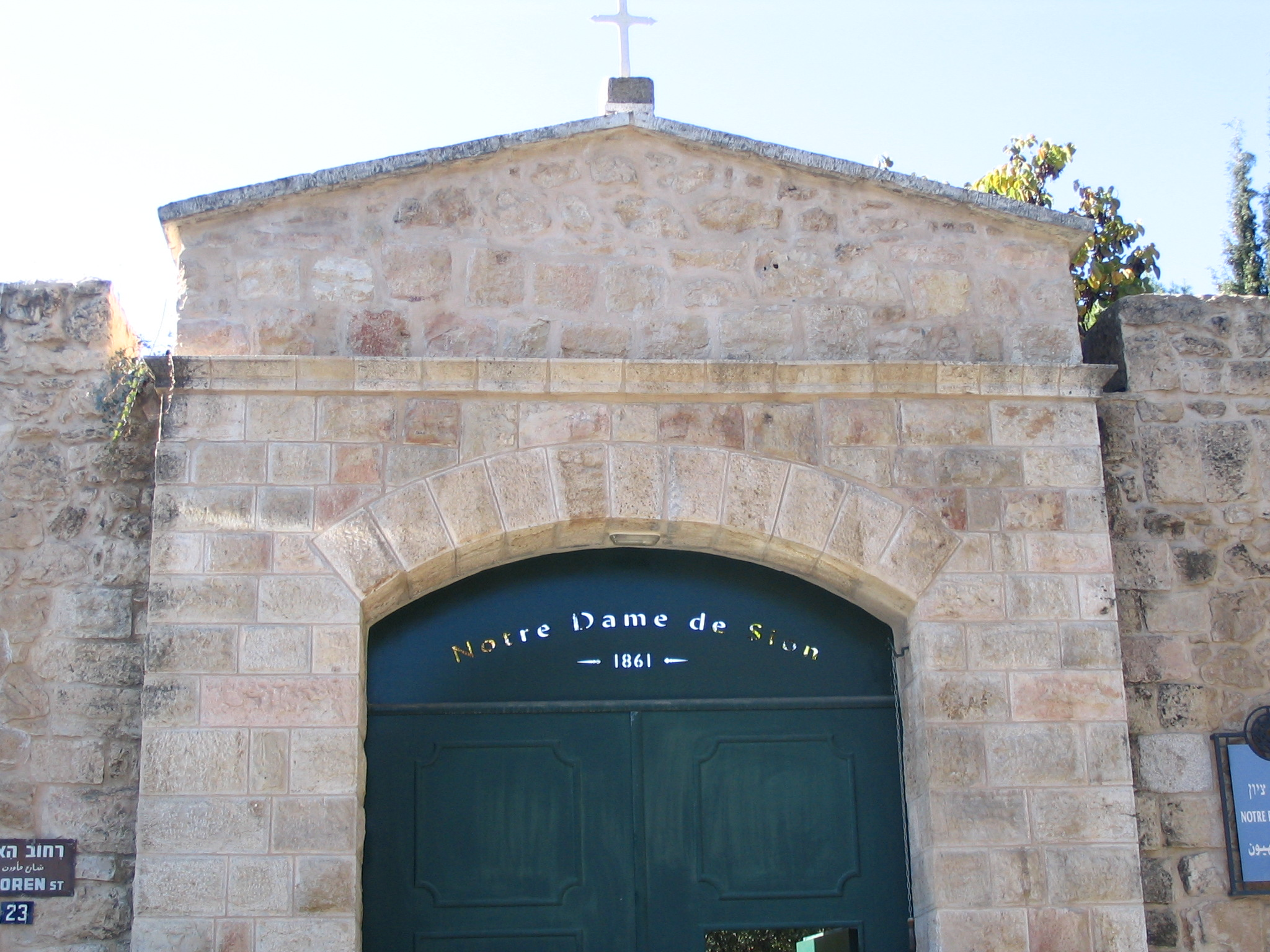
Вход в монастырь в Эйн-Кареме

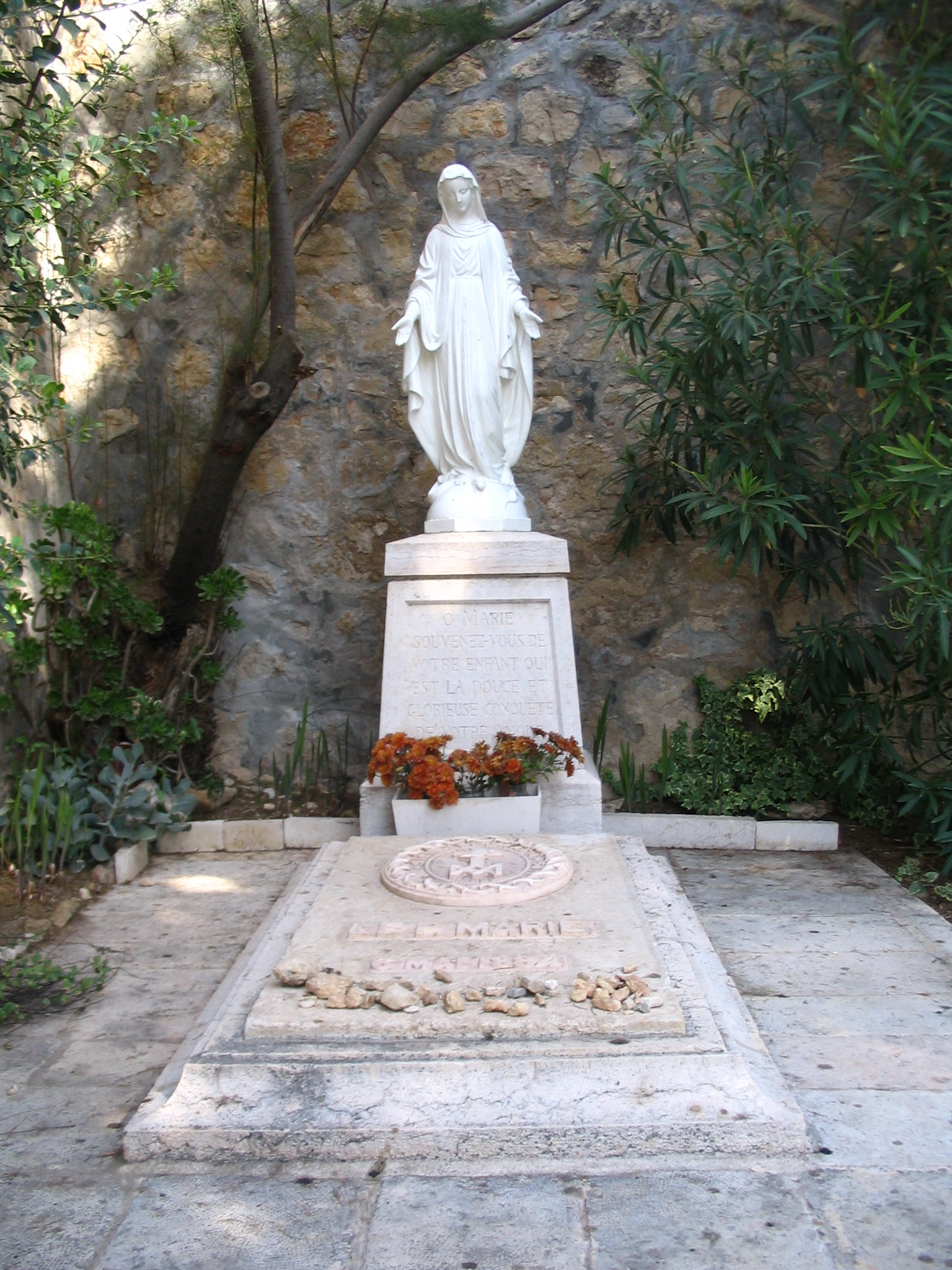
Могила Альфонса Ратисбона

Орден Богоматери в Сионе (Notre-Dame de Sion) — католический религиозный орден, основанный в 1843 году братьями Теодором Ратисбоном и Альфонсом Ратисбоном.
Братья родились и выросли в традиционной богатой и влиятельной еврейской семье, получили светское образование, а впоследствии старший Теодор, а через несколько лет и младший Альфонс перешли в католичество и стали священниками. Впоследствии Альфонс Ратисбон был похоронен на кладбище монастыря.
Основным назначением ордена было создание христианских школ для еврейских и мусульманских детей с их последующим обращением в христианство.
В настоящее время образовательные учреждения ордена (школы и колледжи) располагаются во многих странах на всех четырёх континентах. В одной из школ ордена в Иерусалиме обучаются вместе дети из еврейских, мусульманских и православных семей.
Мужской орден малочислен и насчитывает менее 100 человек (подавляющее большинство его членов — бразильцы), его общины располагаются в Бразилии (преимущественно в штате Минас-Жерайс), есть по одной общине в Париже и Иерусалиме. Мужской орден возглавляет Донизете Луис Рибейро. Третий орден называется «Друзья Сиона».